# 맥라렌 MP4-28
맥라렌 MP4-28(영어: McLaren MP4-28)은 맥라렌이 2013년 포뮬러 원 시즌을 위해 제작된 포뮬러 원 머신이다.

## 디자인
MP4-28은 MP4-27이 개발주기의 끝에 도달했으며 처음부터 다시 시작하면 MP4-28에 더 넓은 개발 범위를 제공할 것이라고 팀이 느꼈기 때문에 MP4-27에 비해 상당한 수정사항이 있다.